# Après vous s'il en reste, monsieur le Président
Après vous s'il en reste, monsieur le Président, publié en décembre 1985, est le 124e roman de la série « San-Antonio », écrit par Frédéric Dard sous le nom de plume de San-Antonio  (ISBN 2265059854).
Le roman a été réédité en 2011 dans le 18e volume de l'« Intégrale San-Antonio » de la collection Bouquins.

## Personnages principaux
- Personnages récurrents
  - San-Antonio : héros du roman, commissaire de police.
  - Alexandre-Benoît Bérurier : ministre.
  - Félicie : mère du commissaire.
  - Pinaud.

- Personnages liés à ce roman
  - Iria Jélaraipur
  - François Mitterrand
  - Lady Di

## Résumé
Iria Jélaraipur utilise ses pouvoirs psychiques pour discréditer les dirigeants occidentaux et notamment le président François Mitterrand.

## Autour du roman
- Le roman fait entrer le surnaturel dans l'action.
- Félicie prend une part active de l'enquête.
- On apprend que Marie-Marie va se marier, et cette fois-ci San-Antonio n'essaie pas de l'empêcher (cf. no 119).
- Dans « San-Antonio : personnages, langue, philosophie... »[2], Didier van Cauwelaert évoque le roman[3]. Il affirme notamment :

«  (…) Dans "Après vous s'il en reste, monsieur le Président", tu dépeignais les catastrophes hilarantes déclenchées au niveau international par un Mitterrand victime d'un envoûtement vaudou. (…)  »
- En 1954, Frédéric Dard avait publié le roman Bas les pattes ! dont le premier chapitre était intitulé  « Après vous s'il en reste ».